# Hélice 310

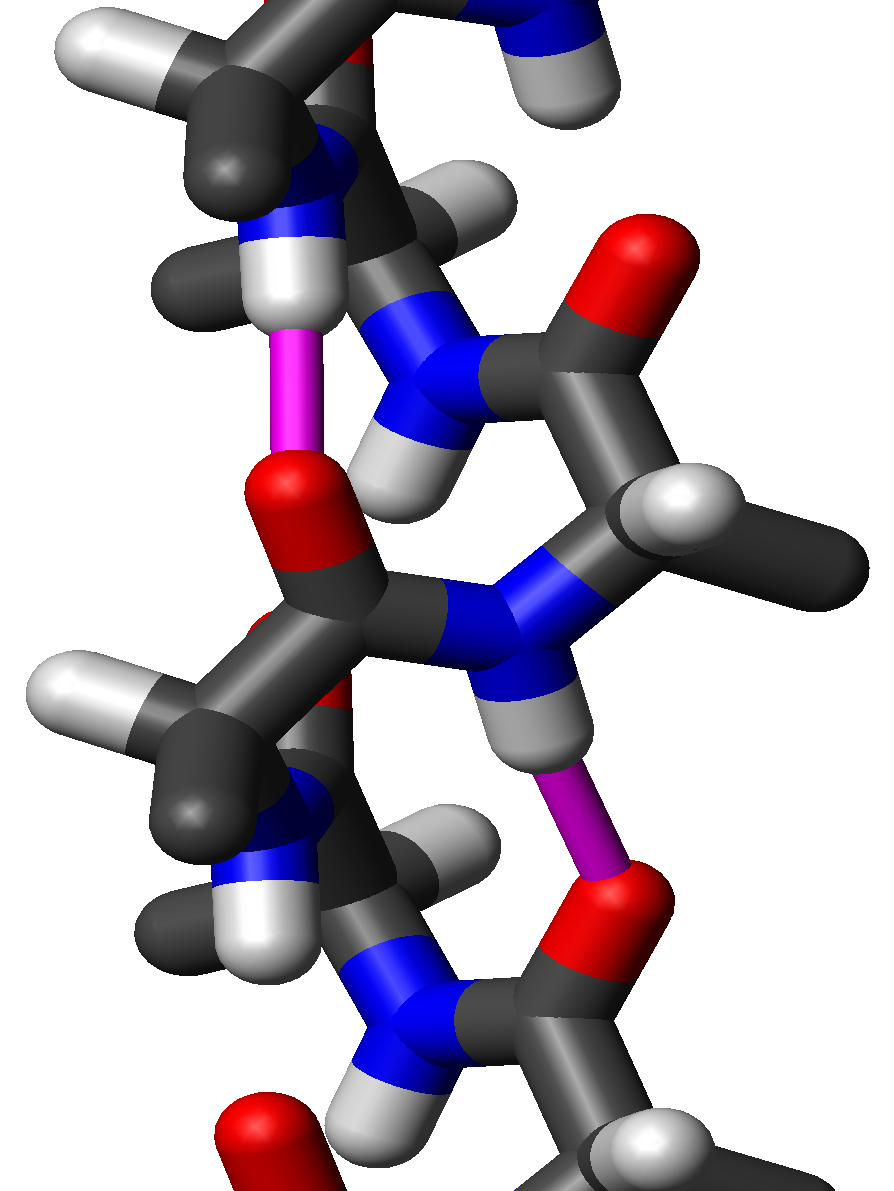
Vue latérale d'une hélice 3_{10} de poly-alanine avec des angles dièdres (φ, ψ) = (–49°, –26°), montrant en magenta les liaisons hydrogène, d'une longueur de 183 pm.
La chaîne polypeptidique est orientée de bas en haut : l'extrémité N-terminale est en bas tandis que l'extrémité C-terminale est en haut ; les chaînes latérales sont quant à elles orientées légèrement vers le bas.

Une hélice 310 est un type de structure secondaire des protéines susceptible de se former aux extrémités des hélices α ou de manière isolée. Les hélices 310 constituent environ 10 % des domaines hélicoïdaux des protéines globulaires. Il s'agit d'une hélice droite dans laquelle chaque tour d'hélice contient trois résidus d'acides aminés et dix atomes dans les cycles formés par les liaisons hydrogène. Une hélice 310 est ainsi définie par la présence d'une liaison hydrogène entre le groupe NH d'un acide aminé et le groupe CO de l'acide aminé situé trois résidus plus tôt ; la répétition de telles liaisons hydrogène i + 3 → i définit l'hélice 310. Il existe d'autres structures du même type, notamment l'hélice α (liaison hydrogène i + 4 → i) et l'hélice π (liaison hydrogène i + 5 → i).
Les résidus le long d'une hélice 310 adoptent des angles dièdres (φ, ψ) voisins de (−49°, −26°). Les hélices 310 sont généralement courtes et s'écartent donc de ces valeurs. De manière plus générale, les résidus le long des hélices 310 adoptent des angles dièdres tels que la somme de l'angle dièdre ψ d'un résidu et de l'angle dièdre φ du résidu voisin vaut environ −75° ; à titre de comparaison, la somme de tels angles vaut environ −105° pour une hélice α et −125° pour une hélice π.

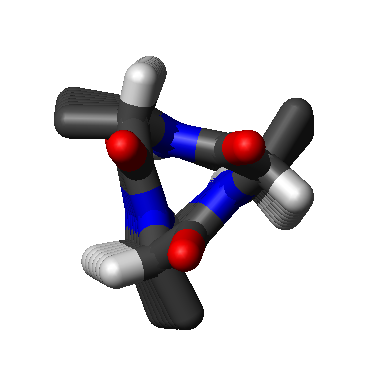
Hélice 3_{10} vue de dessus.